# Kīcaka

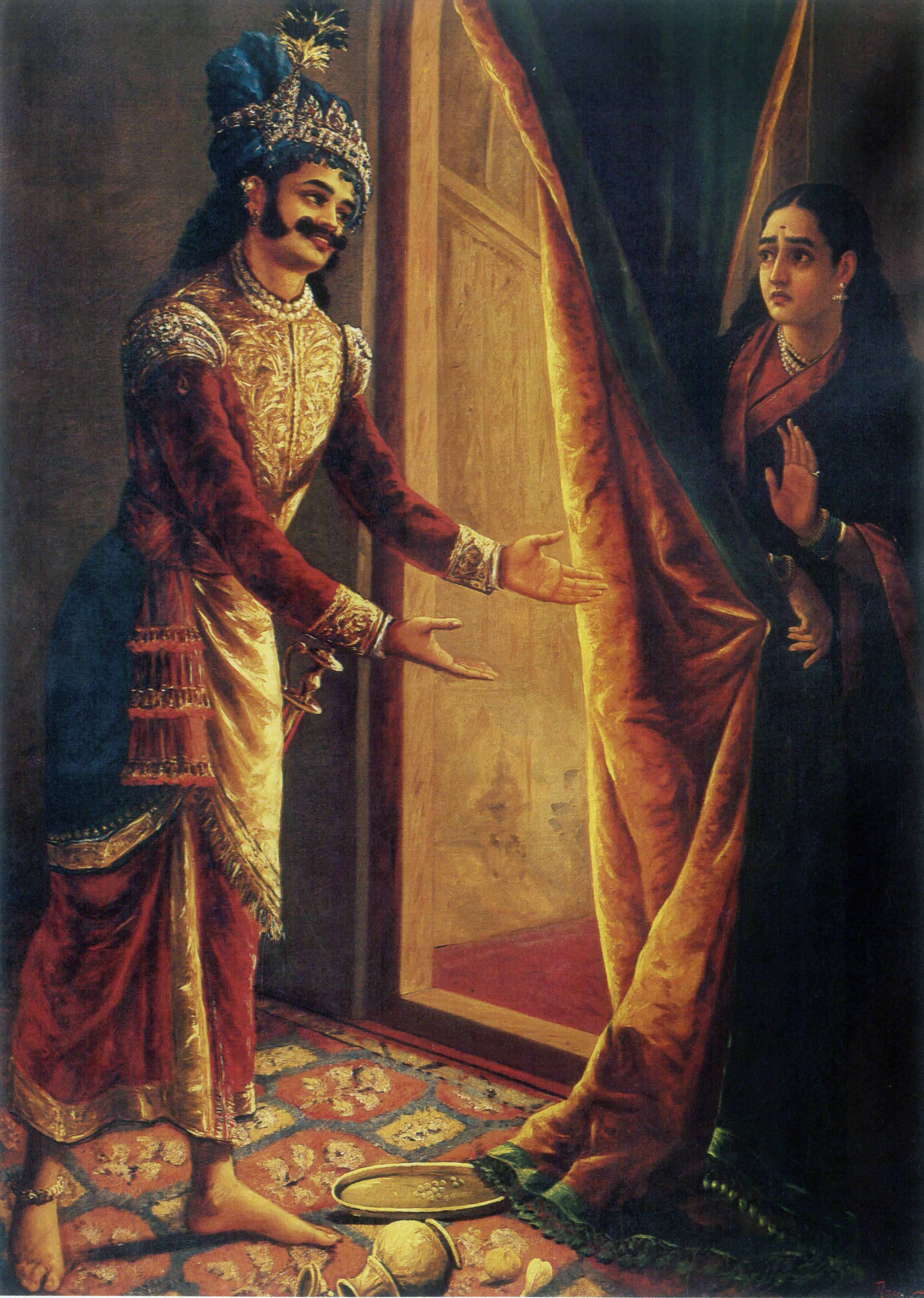
Kīcaka cerca di molestare Sairandhri (Draupadī) in un'illustrazione di Raja Ravi Varma

Kīcaka, con grafie inglesi Kichaka o Keechaka, era il comandante in carica di Matsya, il paese governato dal re Virata. 
Kīcaka era un uomo molto potente ed era dotato di una forza immensa, riuscendo a salvare molte volte il regno dai suoi nemici. Fu ucciso da Bhima perché stava molestando sua moglie Draupadī. La sorella, la regina Sudeṣaṇā, aveva una figlia, Uttara, giudicata bellissima, che in seguito sposò il figlio di Arjuna Abhimanyu, e anche Sudeṣaṇā ebbe un figlio Uttar Kumara. 
Viratnagar, il regno del re Virata si trova ora nel distretto di Morang, nel Nepal orientale. Il luogo dove fu ucciso Kīcaka si chiama Kichak-vadh nel distretto di Jhapa, pochi chilometri a est di Viratnagar.

## NelMahabharata

### Nascita e famiglia
Kīcaka era il figlio maschio maggiore di Kekaya, il re dei Suta, e Malavi: aveva 105 fratelli minori conosciuti come Upakichakas e una sorella più grande, Sudeṣaṇā. Tutti loro sono nati dagli aspetti di Banasura.

### Presso la corte del re Virata
Kīcaka diviene il cognato di Virata. Mentre è alla sua corte vede Draupadī, una dei Pandava in quel momento travestita da Sairandhri ("serva") regale, e desidera follemente di godersi la sua bellezza, ma lei lo rifiuta. Egli menziona la sua brama per lei alla sorella e chiede di mandarla a servirgli del vino. Mentre Draupadī esegue l'ordine, lui cerca di abbracciarla. Lei piange e lo spinge a terra, per poi fuggire via.
Kīcaka la insegue fino nella sala del trono, dove la afferra per i capelli, la porta a terra e la prende a calci davanti a un'intera assemblea di cortigiani, incluso il marito Yudhiṣṭhira (in quel momento anche lui travestito da Kanka) e il re Virata. Né Yudhiṣṭhira né il re Virata possono reagire perché Kīcaka esercita un grande potere all'interno del regno. Bhima, digrignando i denti per la rabbia, riceve l'ordine di vendicarsi da Yudhiṣṭhira.
Ribollendo per l'insulto pubblico, Draupadī consulta di notte il fratello di Yudhiṣṭhira, Bhima, travestito da cuoco di palazzo. Insieme, escogitano un piano secondo il quale la donna avrebbe finto di sedurre Kīcaka per organizzare un appuntamento nella sala da ballo dopo il tramonto. 
Quando Kīcaka arriva nella sala buia, vede, con suo grande piacere, una sagoma che gli ricorda Draupadī addormentata. Mentre avanza, tuttavia, la persona che pensava fosse Draupadī si rivela essere Bhima. I due si affrontano e il Pandava uccide brutalmente a mani nude il comandante, lasciando un cadavere quasi irriconoscibile.
Draupadī allora allarma i custodi nel vedere il corpo esanime, ucciso dal Gandharva di suo marito. Un parente di Kīcaka si rivolge al re: "Poiché è stato per il suo bene che Kīcaka ha perso la vita, lascia che lei sia cremata insieme a lui". Allora alcuni della sua famiglia si rivoltano contro la ragazza, afferrandola con violenza, legandola e mettendola sul catafalco, mentre si avviano verso il cimitero. Draupadī, mentre viene trasportata, chiede protezione da suo marito, Yudhiṣṭhira. Bhima, dopo aver ascoltato queste parole dolorose, senza perdere un momento, cambia rapidamente il suo abbigliamento, si precipita fuori dal palazzo nel modo più veloce possibile (attraverso una scorciatoia), saltando un muro grazie a un albero. 
Bhima, raggiungendo la pira funeraria, sradica un grande albero e si precipita verso quei Suta. E vedendolo avvicinarsi a loro, essi liberano Draupadī e scappano verso la città: tutti e centocinque vengono comunque uccisi. I cittadini informano il re Virata, il quale, pieno di paura, accoglie Draupadī. Intanto, le spie del re Duryodhana informano costui della terribile impresa del massacro di Kīcaka.